# Trận chiến Đông Solomon
Trận chiến Đông Solomon (hay còn gọi là Trận chiến quần đảo Stewart và theo tài liệu của Nhật là Trận chiến biển Solomon lần thứ hai - 第二次ソロモン海戦[d]), diễn ra từ ngày 24 tháng 8 đến ngày 25 tháng 8 năm 1942, là trận hải chiến hàng không mẫu hạm thứ ba trên mặt trận Thái Bình Dương trong Chiến tranh thế giới thứ hai (hai trận trước là Trận biển Coral và Trận Midway), trận hải chiến lớn thứ hai giữa Hải quân Hoa Kỳ và Hải quân Đế quốc Nhật Bản về mặt thời gian trong chiến dịch Guadalcanal (trận hải chiến lớn đầu tiên trong chiến dịch này là Trận đảo Savo). Giống như trong các trận chiến tại biển San hô và Midway, các chiến hạm của cả hai bên đã không nhìn thấy nhau và các đợt tấn công của cả hai bên đều được tiến hành bằng các máy bay xuất phát từ hàng không mẫu hạm hay các căn cứ trên đất liền.
Với mục tiêu tái chiếm sân bay Henderson và đẩy lùi quân Đồng Minh khỏi Guadalcanal, Lục quân Đế quốc Nhật Bản đã quyết định đưa thêm quân đổ bộ lên Guadalcanal. Để yểm trợ cho cuộc đổ bộ này cũng như để tiêu diệt Hạm đội Thái Bình Dương Hoa Kỳ, đô đốc Isoroku Yamamoto đã quyết định gửi đến vùng quần đảo Solomon một lực lượng lớn thuộc Hạm đội Liên hợp bao gồm ba hàng không mẫu hạm và nhiều chiến hạm khác do phó đô đốc Nagumo Chūichi chỉ huy. Cùng lúc đó, nhận được tin hạm đội Nhật tiến về phía quần đảo Solomon, ba Lực lượng đặc nhiệm hàng không mẫu hạm Mỹ của Đô đốc Frank Jack Fletcher cũng tiến đến Guadalcanal để đối phó các nỗ lực tấn công của quân Nhật.
Kết thúc trận đánh, cả hai hạm đội Nhật và Hoa Kỳ đều lần lượt rút lui sau khi chịu một số thiệt hại mặc dù cả hai đều không đạt được một thắng lợi rõ ràng. Tuy nhiên, Hoa Kỳ và các đồng minh của mình đã giành được một lợi thế lớn hơn cả về chiến thuật lẫn chiến lược trong trận đánh này vì phía Đồng Minh tổn thất ít hơn phía Nhật, đặc biệt là việc hải quân Nhật đã mất một số lượng đáng kể các máy bay và phi hành đoàn có kinh nghiệm. Ngoài ra người Nhật còn phải đình chỉ việc tăng quân cho Guadalcanal và từ đó trở đi buộc phải dùng các khu trục hạm thay thế các chuyển vận hạm vào nhiệm vụ chở quân, giúp cho Đồng Minh có thêm thời gian chuẩn bị chống lại các cuộc phản công của lục quân Nhật và ngăn chặn người Nhật đổ bộ được pháo hạng nặng, cung cấp đạn dược và hàng tiếp liệu cho lính Nhật đang chiến đấu ở trên đảo

## Bối cảnh
Đầu tháng 8 năm 1942, lực lượng Đồng Minh (chủ yếu là Hoa Kỳ) đã đổ bộ lên Guadalcanal, Tulagi và quần đảo Florida thuộc quần đảo Solomon. Cuộc đổ bộ này nhằm mục đích đập tan kế hoạch của người Nhật biến quần đảo này thành căn cứ đe dọa tuyến đường vận tải giữa Úc và Hoa Kỳ, đồng thời cũng chiếm luôn quần đảo để làm nơi xuất phát cho các chiến dịch cô lập căn cứ chính của hải quân Nhật là Rabaul và yểm trợ cho quân Đồng Minh trong chiến dịch New Guinea. Cuộc đổ bộ này đã chính thức mở đầu cho Chiến dịch Guadalcanal kéo dài 6 tháng sau đó.

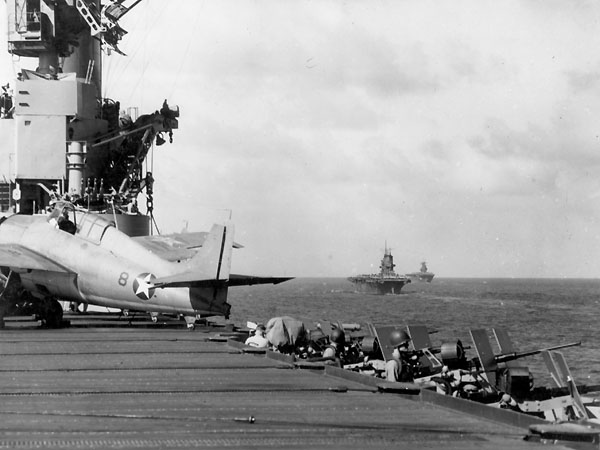
Hàng không mẫu hạm Wasp (cận cảnh), Saratoga, và Enterprise (phía sau) hoạt động tại Thái Bình Dương, nam Guadalcanal ngày 12 tháng 8, 1942

Cuộc đổ bộ của Đồng Minh được yểm trợ bởi ba hàng không mẫu hạm thuộc ba Lực lượng đặc nhiệm: Lực lượng đặc nhiệm 11 (USS Saratoga), Lực lượng đặc nhiệm 16 (USS Enterprise) và Lực lượng đặc nhiệm 18 (USS Wasp). Ngoài ra còn có 1 thiết giáp hạm, 5 tuần dương hạm và 16 khu trục hạm.[e] Chỉ huy của toàn bộ các lực lượng trên là Chuẩn đô đốc Frank Jack Fletcher với kì hạm là chiếc Saratoga. Máy bay trên các hàng không mẫu hạm này có nhiệm vụ che chở về mặt không lực cho cuộc đổ bộ và bảo vệ hạm đội trước các cuộc tấn công của máy bay Nhật từ Rabaul. Sau khi cuộc đổ bộ thành công, lực lượng này vẫn tiếp tục ở lại làm nhiệm vụ bảo vệ tuyến giao thông từ căn cứ chính của Đồng Minh tại New Caledonia và Espiritu Santo, yểm trợ lực lượng trên bộ tại Guadalcanal và Tulagi chống lại các cuộc phản công của quân Nhật, che chở cho các tàu chở hàng tiếp liệu đến Guadalcanal và tấn công tiêu diệt các chiến hạm Nhật ở trong tầm hoạt động của mình.
Từ ngày 15 tháng 8 đến ngày 20 tháng 8, các hàng không mẫu hạm Hoa Kỳ đã giúp đỡ đưa các máy bay tiêm kích và máy bay ném bom đến sân bay mới Henderson tại Guadalcanal. Sân bay mới này với các máy bay của nó nhanh chóng có ảnh hưởng đến hoạt động của quân Nhật tại quần đảo Solomon và làm phân tán lực lượng không quân Nhật tại khu vực Nam Thái Bình Dương. Trên thực tế, việc Đồng Minh kiểm soát sân bay Henderson đã trở thành yếu tố quyết định cho toàn bộ trận đánh tại Guadalcanal.
Ngạc nhiên trước cuộc tấn công của Đồng Minh, hải quân (do đô đốc Yamamoto Isoroku chỉ huy) và lục quân Nhật chuẩn bị cho cuộc phản công với ý định đẩy quân Đồng Minh ra khỏi Guadalcanal và Tulagi. Cuộc phản công này mang tên Chiến dịch Ka (Ka là âm tiết đầu tiên của Guadalcanal phát âm trong tiếng Nhật). Đô đốc Yamamoto nhận thấy rằng quân Mỹ sẽ quyết tâm ở lại đảo bằng mọi giá nên sẽ không ngần ngại gửi thêm hạm đội chở quân, do đó ông đã quyết định gửi đến quần đảo này lực lượng lớn thuộc Hạm đội Liên hợp của mình nhằm tiêu diệt Hạm đội Thái Bình Dương Hoa Kỳ tại Nam Thái Bình Dương, đặc biệt là các hàng không mẫu hạm.

## Binh lực và ý đồ tác chiến của các bên

### Quân đội Nhật Bản
Một đoàn tàu hộ tống tiến về Guadalcanal với 1.411 lính Nhật thuộc bộ phận còn lại của trung đoàn "Ichiki" và khoảng vài trăm lính xung kích của hải quân từ Lực lượng Đổ bộ Đặc biệt Hải quân Yokosuka số 5 được vận chuyển bằng 3 tàu chở quân chậm chạp xuất phát tại căn cứ Truk (Chuuk) vào ngày 16 tháng 8.[f] Các tàu này được bảo vệ bởi tuần dương hạm hạng nhẹ Jintsū, 8 khu trục hạm và 4 tàu tuần tra, do Chuẩn Đô đốc Tanaka Raizo chỉ huy (kì hạm là chiếc Jintsū).[g] Cũng xuất phát từ Rabaul để bảo vệ đoàn hộ tống là Đệ Bát Hạm đội của phó đô đốc Gunichi Mikawa bao gồm các tuần dương hạm đã đánh bại lực lượng hải quân Đồng Minh trong trận đảo Savo. Tanaka dự tính sẽ đổ bộ toàn bộ số quân này lên Guadalcanal vào ngày 24 tháng 8.

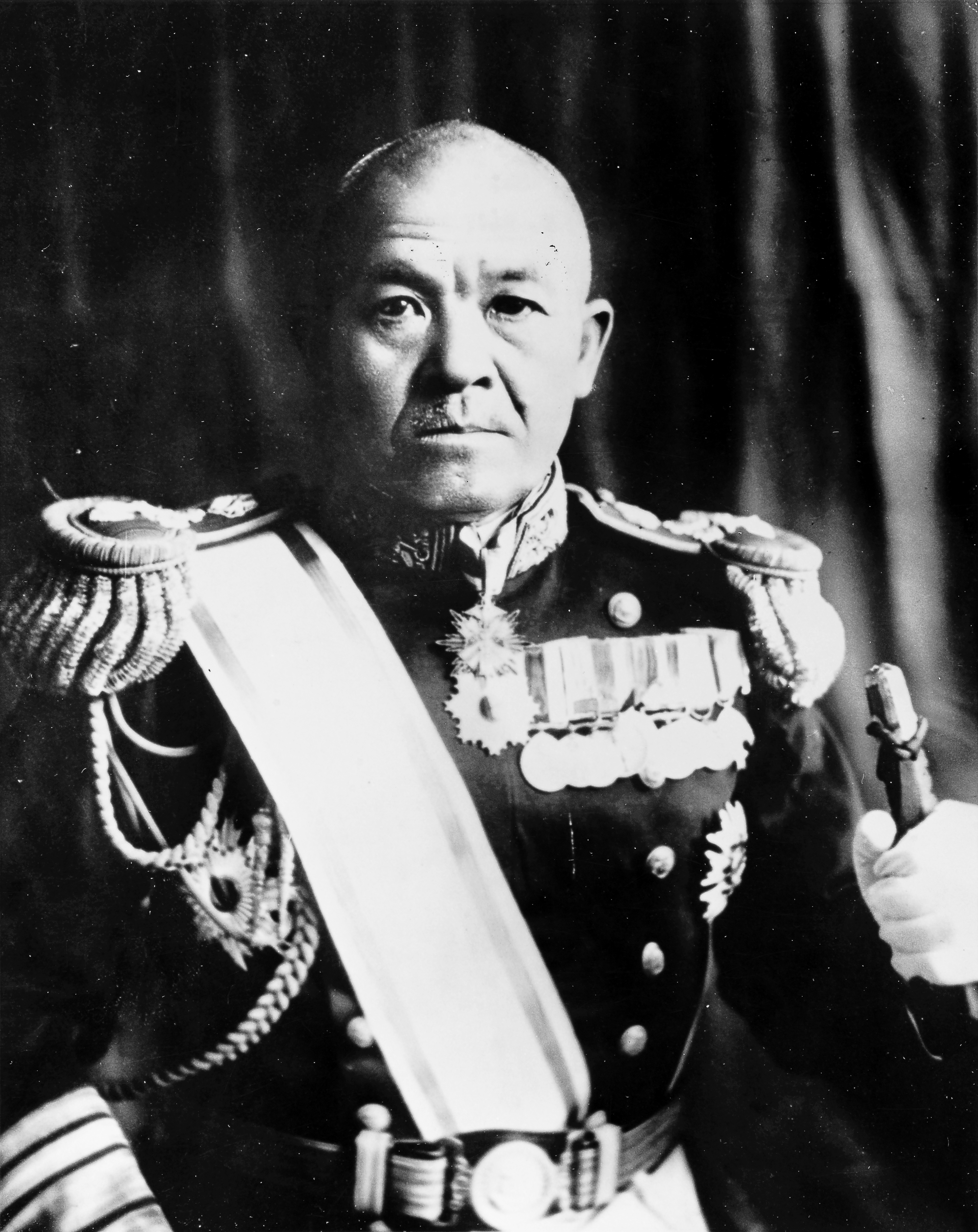
Phó đô đốc Nhật Bản Nagumo Chuichi

Ngày 21 tháng 8, phần còn lại của lực lượng hải quân tham gia chiến dịch Ka đã khởi hành từ Truk tiến về nam Solomon. Các chiến hạm này được chia thành 3 bộ phận: Lực lượng đột kích gồm 3 hàng không mẫu hạm Shōkaku, Zuikaku và Ryūjō (hạng nhẹ) được yểm trợ bởi 1 tuần dương hạm hạng nặng và 8 khu trục hạm, do Phó Đô đốc Nagumo Chuichi chỉ huy trên chiếc Shōkaku; "Lực lượng Tiên phong" bao gồm 2 thiết giáp hạm, 3 tuần dương hạm hạng nặng, 1 tuần dương hạm hạng nhẹ và 3 khu trục hạm chỉ huy bởi Chuẩn Đô đốc Hiroaki Abe; lực lượng còn lại bao gồm 5 tuần dương hạm hạng nặng, 1 tuần dương hạm hạng nhẹ, 6 khu trục hạm và một tàu chở thủy phi cơ (Chitose) chỉ huy bởi Phó Đô đốc Nobutake Kondo. Ngoài ra, còn có khoảng 100 phi cơ của hải quân tại Rabaul và các hòn đảo kế cận sẵn sàng để yểm trợ. Lực lượng đột kích của Nagumo bố trí phía sau hai lực lượng còn lại để dễ dàng che giấu trước các máy bay trinh sát của Hoa Kỳ.
Theo kế hoạch Ka, một khi các mẫu hạm Hoa Kỳ bị phát hiện bởi các máy bay trinh sát hoặc khi các chiến hạm Nhật bị tấn công, lực lượng mẫu hạm của Nagumo sẽ ngay lập tức mở đợt xuất kích tiêu diệt chúng. Khi các mẫu hạm Mỹ bị vô hiệu hóa hoặc bị đánh chìm, lực lượng còn lại của Abe và Kondo sẽ tiến đến tiêu diệt các chiến hạm còn lại của lực lượng hải quân Đồng Minh. Sau đó, toàn bộ các lực lượng hải quân Nhật sẽ vô hiệu hóa sân bay Henderson và yểm trợ cho lục quân Nhật chiếm lại Guadalcanal và Tulagi.

### Hải quân Hoa Kỳ

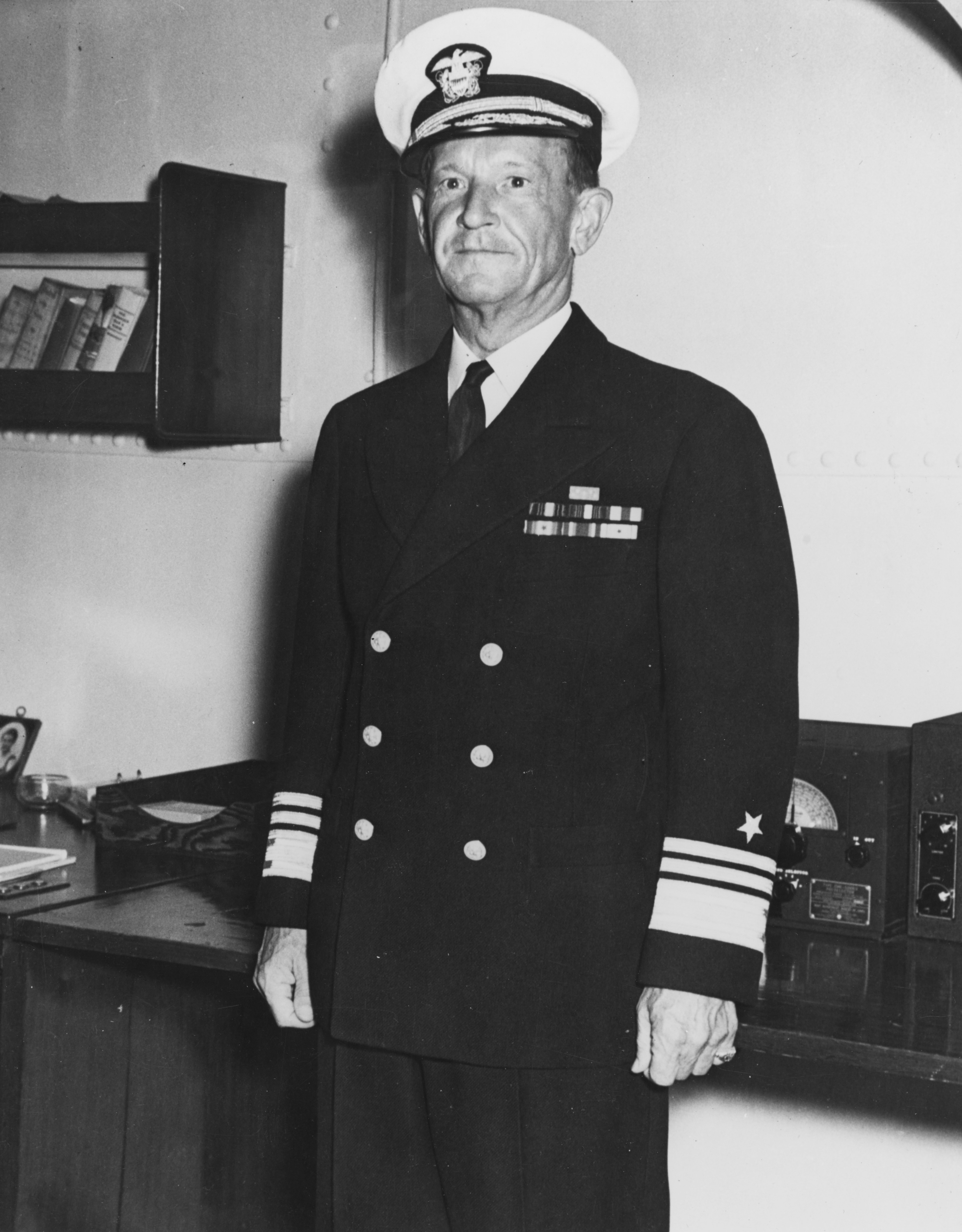
Phó đô đốc Hoa Kỳ Frank Jack Fletcher

Đáp trả lại một cuộc đụng độ không được dự báo trước giữa thủy quân lục chiến Hoa Kỳ và quân Nhật tại Guadalcanal vào ngày 19–20 tháng 8, lực lượng đặc nhiệm hàng không mẫu hạm của Mỹ do Fletcher chỉ huy đã quay trở lại Guadalcanal từ vị trí 640 km (400 dặm) về phía nam vào ngày 21 tháng 8. Nhiệm vụ của các mẫu hạm Mỹ sẽ là yểm trợ cho lực lượng thủy quân lục chiến, bảo vệ sân bay Henderson và tấn công tiêu diệt lực lượng hải quân Nhật đến yểm trợ cho lính Nhật trên đảo Guadalcanal.
Cả hai lực lượng hải quân của Đồng Minh và Nhật Bản tiếp tục tiến đến gần nhau hơn vào ngày 22 tháng 8. Mặc dù cả hai phía đều cho sử dụng máy bay trinh sát nhưng không bên nào phát hiện ra được nhau. Tuy nhiên, khi phía Nhật bị mất một máy bay trinh sát (bị máy bay từ chiếc Enterprise bắn hạ trước khi kịp gửi báo cáo bằng radio), họ đặc biệt nghi ngờ các mẫu hạm Mỹ đã có mặt trong khu vực. Còn người Mỹ thì không hề biết gì về sự bố trí lực lượng và sức mạnh của các chiến hạm Nhật.[h]

## Diễn biến

### Mở đầu
Lúc 9 giờ 50 phút ngày 23 tháng 8, một máy bay Mỹ PBY Catalina xuất phát từ Ndeni trên quần đảo Santa Cruz phát hiện đoàn tàu chuyển vận của Tanaka. Đến cuối buổi chiều, tuy chưa thấy lần nữa đoàn tàu ấy, hai lực lượng máy bay đột kích từ Saratoga và sân bay Henderson bắt đầu cất cánh để tấn công đoàn tàu của Tanaka. Tuy nhiên, Tanaka biết rằng đoàn tàu của mình có thể sẽ bị không kích một khi bị phát hiện nên khi chiếc Catalina rời đi, ông đã cho thay đổi lộ trình đoàn tàu. Sau đó, Tanaka báo cáo lên thượng cấp của mình về việc ông phải mất thời gian đưa đoàn tàu lên phía bắc để tránh bị không kích do đó cuộc đổ quân lên Guadalcanal phải dời đến ngày 25 tháng 8. 18 giờ 23 phút ngày 23 tháng 8, với việc không tìm thấy các mẫu hạm Nhật Bản và không có tin tình báo gì mới về sự hiện diện của chúng tại khu vực, Fletcher đã đưa Wasp, đang gần cạn nhiêu liệu, và phần còn lại của Lực lượng Đặc nhiệm 18 tiến về phía nam đến Efate để tiếp nhiên liệu. Do đó, Wasp và đoàn chiến hạm hộ tống của nó đã không thể tham gia trận đánh sắp tới.[i]

### Diễn biến ngày 24 tháng 8

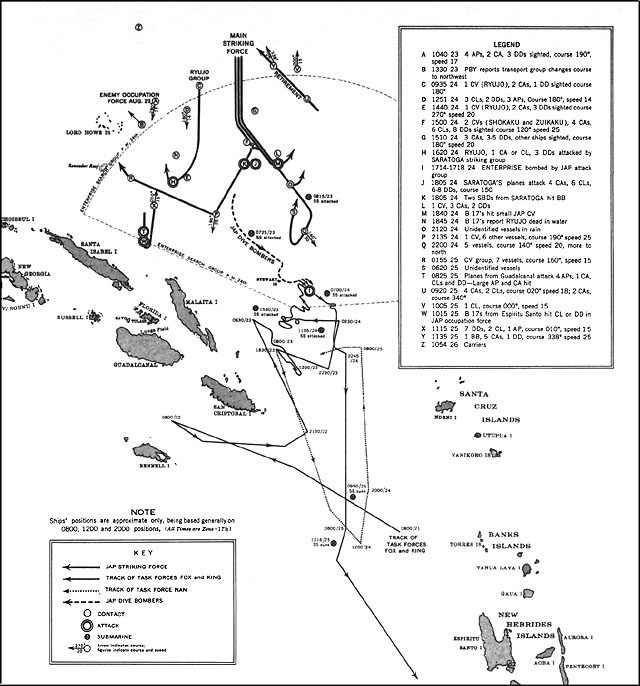
Bản đồ của hải quân Hoa Kỳ năm 1943 cho thấy gần đúng đường tiến quân và hoạt động của Hải quân Nhật (phía trên) và Đồng Minh (phía dưới) từ ngày 23 đến ngày 26 tháng 8 năm 1942. Guadalcanal là hòn đảo lớn, hình bầu dục ở giữa bên trái bản đồ.

Lúc 1 giờ 45 phút ngày 24 tháng 8, Nagumo ra lệnh cho Chuẩn Đô đốc Chūichi Hara với hàng không mẫu hạm hạng nhẹ Ryūjō, tuần dương hạm hạng nặng Tone cùng các khu trục hạm Amatsukaze và Tokitsukaze đi đầu trong đội hình chính của các chiến hạm Nhật và cho xuất kích máy bay tấn công sân bay Henderson lúc rạng sáng. Nhiệm vụ của Ryūjō có thể nhằm đáp ứng lời yêu cầu của Nishizo Tsukahara, chỉ huy hải quân tại Rabaul, đòi phải vô hiệu hóa sân bay Henderson. Nhiệm vụ này ngoài ra còn nằm trong ý định của Nagumo là làm "chim mồi" thu hút sự chú ý của người Mỹ để cho phần còn lại của lực lượng Nhật Bản có thể tiến sát lực lượng hải quân Hoa Kỳ mà không bị phát hiện, cũng như bảo vệ đoàn tàu chuyển vận của Tanaka. Hầu hết các máy bay trên hai hàng không mẫu hạm Shōkaku và Zuikaku sẵn sàng cất cánh nếu phát hiện được vị trí các mẫu hạm Hoa Kỳ. Từ 5 giờ 55 phút đến 6 giờ 30 phút, hàng không mẫu hạm Mỹ đã phóng máy bay trinh sát (chủ yếu là từ Enterprise), được tăng viện thêm các máy bay trinh sát Catalina từ Ndeni để truy tìm lực lượng hải quân Nhật Bản.
Lúc 9 giờ 35 phút, một chiếc máy bay trinh sát Catalina đã lần đầu tiên nhìn thấy lực lượng của Ryūjō. Sau đó, lần lượt lực lượng của Ryūjō, các tàu chiến của Kondo và Mikawa cũng bị máy bay trinh sát Mỹ phát hiện vào sáng hôm đó. Từ sáng đến cuối chiều, các máy bay Mỹ còn trông thấy các máy bay trinh sát và cả tàu ngầm Nhật. Điều này khiến cho Fletcher tin rằng người Nhật đã biết vị trí các mẫu hạm của mình. Do đó, Fletcher tỏ ra do dự trước việc phát động một cuộc tấn công vào nhóm chiến hạm Ryūjō cho đến khi ông chắc chắn không còn một mẫu hạm nào khác của Nhật hiện diện trong khu vực. Cuối cùng, mặc dù không hề chắc chắn về sự có mặt của các mẫu hạm Nhật, Fletcher vẫn cho 38 máy bay từ Saratoga xuất kích vào lúc 13 giờ 40 phút để tấn công Ryūjō. Tuy nhiên, ông đã để các máy bay còn lại trên các mẫu hạm ở trong tình trạng sẵn sàng phòng trường hợp phát hiện được hạm đội Nhật.

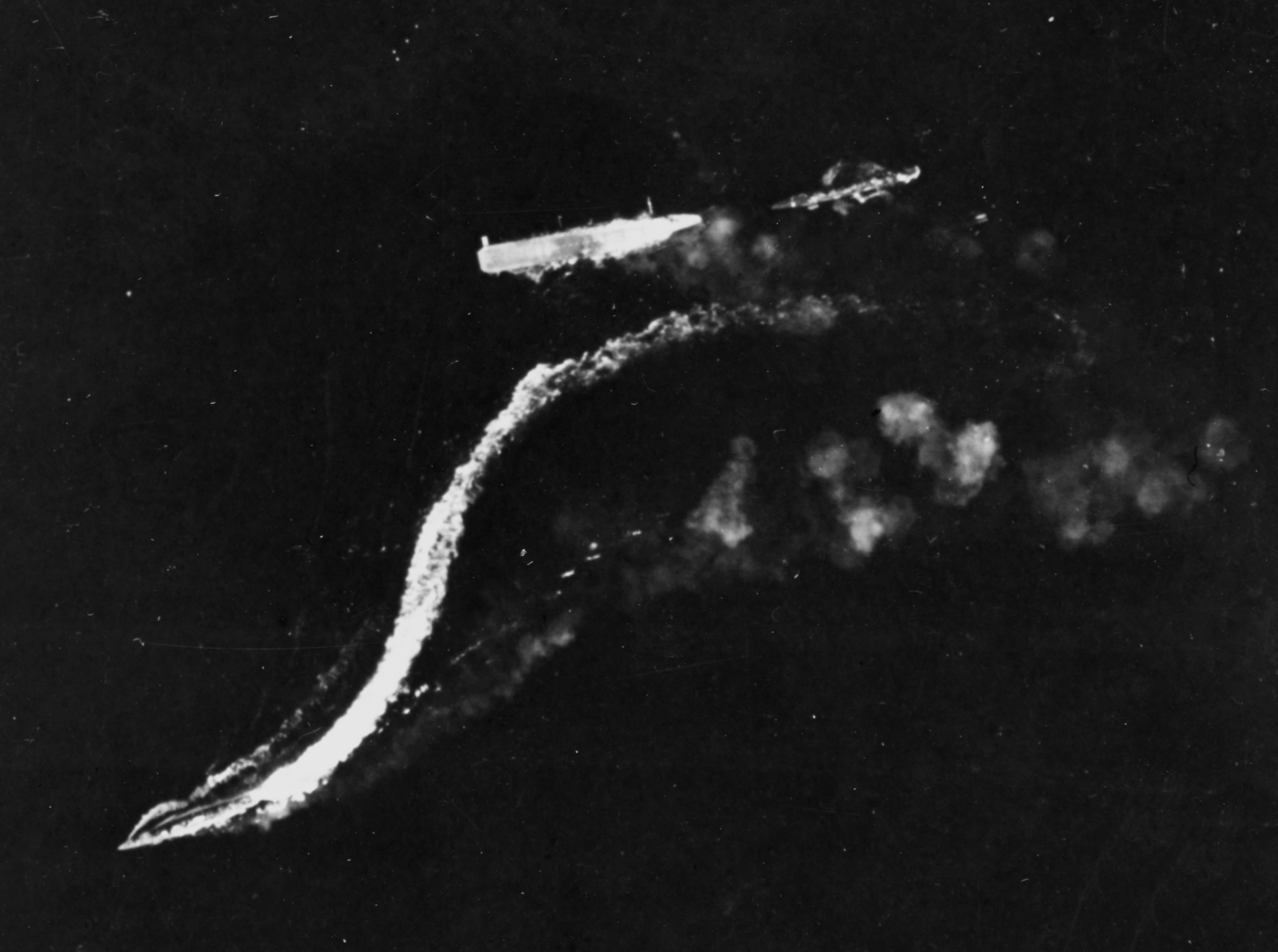
Chiếc Ryujo (ở giữa bên phải) bị vô hiệu hóa sau khi trúng bom ngày 24 tháng 8 năm 1942, góc nhìn từ các máy bay ném bom B-17. Khu trục hạm Amatsukaze (bên dưới ở giữa) đang di chuyển xa khỏi Ryujo ở tốc độ cao còn chiếc Tokitsukaze (nhìn mờ, ở giữa bên phải) đang vừa tiếp cứu các thủy thủ của Ryujo, vừa tránh bom của những chiếc B-17

Lúc 12 giờ 20 phút, Ryūjō cho xuất kích 6 máy bay ném ngư lôi Nakajima B5N ("Kate") và 15 chiến đấu cơ A6M Zero để tấn công sân bay Henderson, phối hợp cùng với một cuộc tấn công khác của 24 máy bay ném bom Mitsubishi G4M ("Betty") và 14 chiến đấu cơ Zero xuất phát từ Rabaul. Tuy nhiên, các máy bay xuất phát từ Rabaul đã gặp vấn đề về thời tiết và buộc phải quay lại căn cứ lúc 11 giờ 30 phút mà các máy bay của Ryūjō không hề hay biết. Radar của Saratoga đã phát hiện được số máy bay này khi chúng bay ngang qua Guadalcanal, qua đó cũng định vị các chiến hạm Nhật để tấn công sau đó. Các máy bay Nhật Bản đến sân bay Henderson vào lúc 14 giờ 23 phút và lao vào chiến đấu với các chiến đấu cơ của Mỹ (thuộc Không lực Cactus) cũng như ném bom sân bay. Kết quả cuối cùng là 3 chiếc Kate, 3 chiếc Zero và 3 chiến đấu cơ Mỹ bị bắn hạ còn sân bay Henderson không bị tổn hại nào đáng kể.
Lúc 14 giờ 25 phút, một máy bay trinh sát Nhật từ tuần dương hạm Chikuma đã phát hiện được các mẫu hạm Hoa Kỳ. Mặc dù bị bắn hạ, bản báo cáo của nó đã được chuyển về kịp thời, và Đô đốc Nagumo ngay lập tức ra lệnh cho xuất kích lực lượng đột kích của mình từ Shōkaku và Zuikaku. Tốp đầu tiên gồm 27 máy bay ném bom bổ nhào Aichi D3A ("Val") và 15 chiếc Zero cất cánh vào lúc 14 giờ 50 phút hướng đến Enterprise và Saratoga. Cũng cùng lúc đó, hai máy bay trinh sát Hoa Kỳ phát hiện được lực lượng của Nagumo. Tuy nhiên, vì rắc rối trong quá trình truyền tin, bản báo cáo này đã không bao giờ đến được tay Fletcher. Hai máy bay trinh sát này đã tấn công Shōkaku trước khi bay đi, gây nên những thiệt hại không đáng kể. Tốp thứ hai gồm 27 chiếc Val và 9 chiếc Zero cất cánh lúc 16 giờ và tiến về hướng nam, hướng các mẫu hạm Mỹ. Lực lượng tiên phong của Abe cũng tiến về phía trước với hy vọng sẽ đối đầu các chiến hạm Mỹ vào thời điểm sau hoàng hôn.[j]
Cùng lúc đó, các oanh tạc cơ và chiến đấu cơ của Saratoga bay đến và bắt đầu cuộc tấn công vào chiếc Ryūjō. Tuần dương hạm Tone và hai khu trục hạm Tokitsukaze, Amatsukaze chạy xa khỏi Ryujo 5.000 m để chống các máy bay Mỹ đang bay đến. Ryujo gọi vô tuyến cho 21 máy bay tấn công Guadalcanal ra lệnh cho chúng bay đến phi trường Buka nằm giữa Guadalcanal và Rabaul, thay vì trở về hàng không mẫu hạm. Có trên hai mươi chiếc oanh tạc cơ xoay tròn quanh hàng không mẫu hạm và nhiều chiến đấu cơ xà thấp xuống nước trước làn hỏa lực phòng không của chiến hạm Nhật. Mười hai súng cao xạ của Ryujo đồng loạt khai hỏa nhưng không trúng một chiếc máy bay nào. Ryujo bị đánh trúng từ 3 đến 5 quả bom cùng một ngư lôi làm 120 thành viên thủy thủ đoàn thiệt mạng. Cú ngư lôi đánh trúng khiến ngập nước phòng máy bên mạn phải và chiếc Ryūjō bắt đầu bị nghiêng. Lúc 15 giờ 15 phút, lệnh bỏ tàu được phát ra và lúc 18 giờ, nó bị lật và chìm. Hai khu trục hạm Amatsukaze và Tokitsukaze đã cứu những người còn sống sót của Ryūjō, trong đó có hạm trưởng Tadao Kato. Ngoài ra, còn có 14 máy bay của Ryūjō trở về sau nhiệm vụ ở Guadalcanal vì trong 7 chiếc máy bay bị bắn hạ, có một chiếc duy nhất trang bị hệ thống liên lạc nên các chiếc còn lại không nhận được lệnh đáp xuống Buka. Số máy bay trở về trong tình huống đó bắt buộc phải đáp xuống biển, tất cả các phi cơ đều vùi sâu dưới đáy biển nhưng may mắn các chiến hạm đã cứu vớt hết phi hành đoàn. Vài chiếc oanh tạc cơ B-17 tấn công chiếc Ryūjō đang sắp chìm nhưng tất cả bom rơi xuống đều không trúng đích.[k] Sau khi công việc giải cứu kết thúc, cả hai khu trục hạm và tuần dương hạm Tone đều đến gia nhập vào lực lượng đột kích của Nagumo.

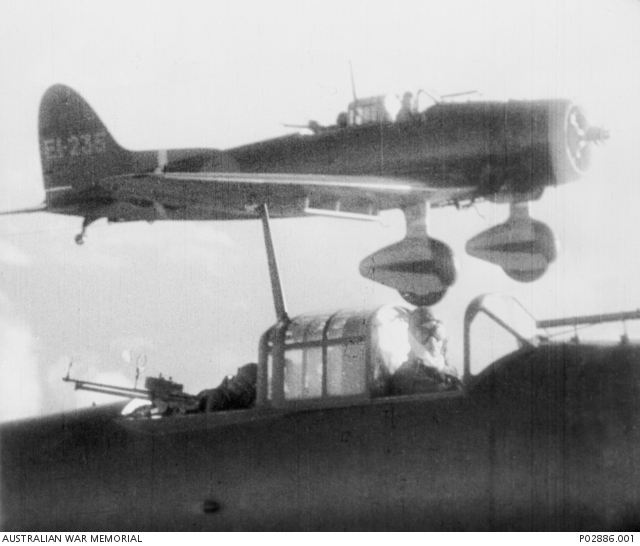
Aichi D3A thuộc tàu sân bay Shokaku đang trở về tàu sau khi tấn công tàu sân bay Mỹ USS Enterprise ngày 24 tháng 8.

Lúc 16 giờ 2 phút, trong lúc vẫn đang đợi báo cáo tin tức về vị trí các mẫu hạm Nhật, radar trên các mẫu hạm Hoa Kỳ đã phát hiện ra tốp đầu tiên của lực lượng máy bay đột kích Nhật. 53 chiến đấu cơ F4F Wildcat từ 2 hàng không mẫu hạm theo chỉ dẫn của radar đã bay lên đón đánh máy bay Nhật. Tuy nhiên do những vấn đề trong việc truyền tin, hạn chế trong khả năng nhận diện máy bay của radar và màn chắn hữu hiệu mà các chiến đấu cơ Nhật tạo ra cho các oanh tạc cơ bổ nhào của họ mà hầu hết các chiến đấu cơ Mỹ đã không thể đánh chặn những chiếc Val khi chúng lao xuống tấn công các mẫu hạm Mỹ. Trước khi các oanh tạc cơ bổ nhào của Nhật bắt đầu tấn công, Enterprise và Saratoga đã cho phóng toàn bộ số máy bay trên sàn tàu đã chuẩn bị sẵn nên giờ đây sàn của cả hai chiếc tàu này đều trống. Số máy bay trên được ra lệnh bay về phía bắc và tấn công bất kì mục tiêu nào chúng thấy được, hoặc bay tuần tra ngoài khu vực trận chiến và chỉ trở về khi cảm thấy an toàn.

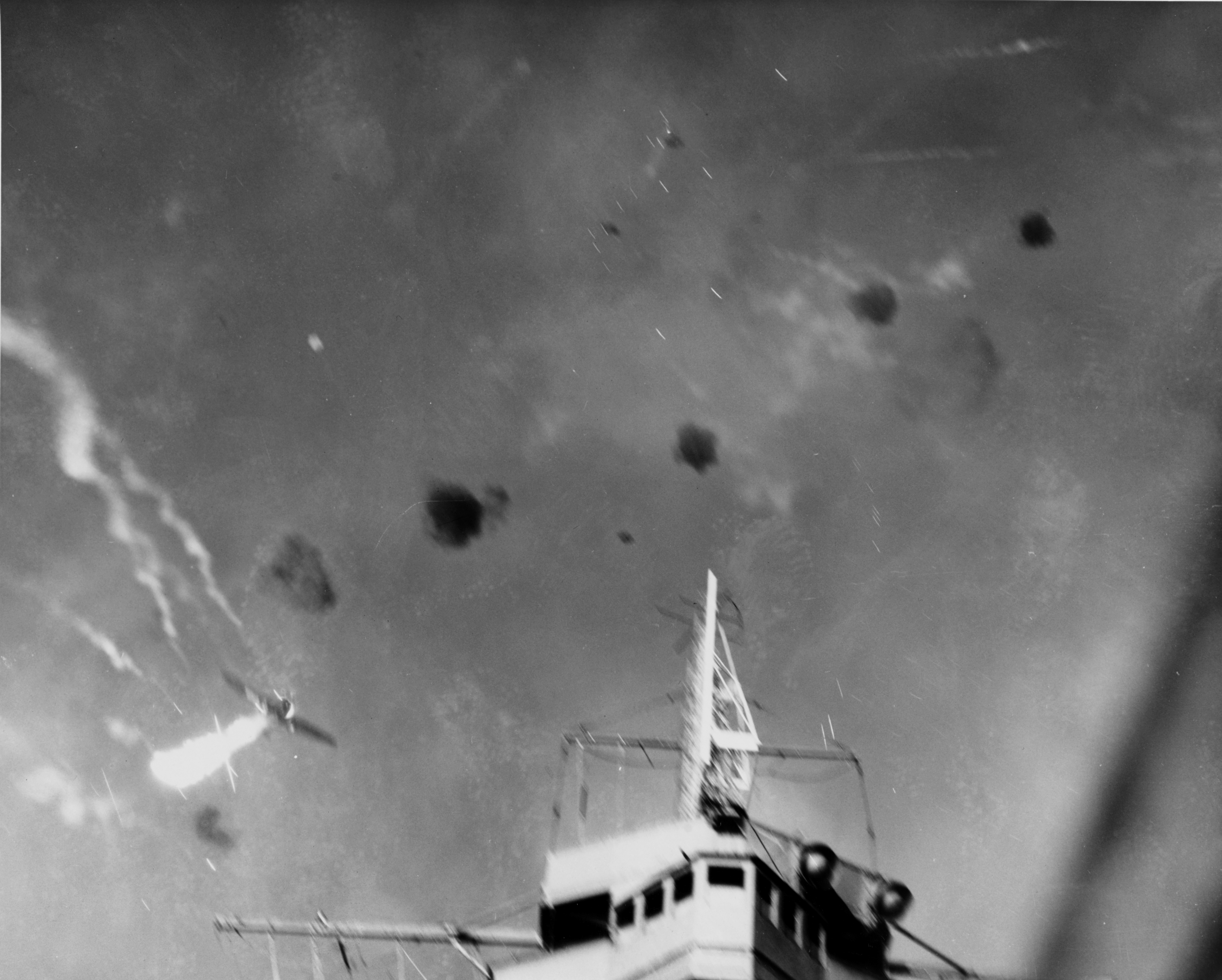
Một máy bay ném bom bổ nhào Nhật Bản Aichi D3A, có thể được lái bởi phi công Yoshihiro Iida, bị bắn hạ bởi hỏa lực phòng không chính xác bên trên chiếc Enterprise.

Lúc 16 giờ 29 phút, các oanh tạc cơ bổ nhào của Nhật bắt đầu tấn công. Mặc dù mục tiêu ban đầu là Saratoga, chúng nhanh chóng chuyển hướng sang chiếc mẫu hạm gần hơn, Enterprise. Do đó, Enterprise trở thành mục tiêu chủ yếu của toàn bộ máy bay Nhật tấn công. Nhiều chiếc Wildcat đã bám theo những chiếc Val khi chúng bổ nhào xuống mục tiêu, bất chấp lưới lửa phòng không từ Enterprise và các chiến hạm Mỹ khác, trong một nỗ lực tuyệt vọng nhằm ngăn cản cuộc tấn công.[l] Kết quả là 4 chiếc Wildcat và nhiều chiếc Val khác đã bị hỏa lực phòng không Hoa Kỳ bắn hạ.
Sự hiệu quả của hỏa lực phòng không Hoa Kỳ cộng với nỗ lực tránh né của các chiến hạm mà tất cả bom của 9 chiếc Val đầu tiên đều trượt mục tiêu là chiếc Enterprise. Tuy nhiên, đến 16 giờ 44 phút, một quả bom xuyên thép nổ chậm đã xuyên thủng đường băng tại vị trí gần thang máy và xuyên qua 3 lớp sàn tàu trước khi nổ dưới đường mớn nước làm chết 35 người và 70 người khác bị thương. Nước biển tràn vào làm cho Enterprise nghiêng nhẹ, nhưng không ảnh hưởng lớn đến cấu trúc thân tàu.
Chỉ sau đó 30 giây, một chiếc Val khác đã thả một quả bom rơi xuống chỉ cách 4,5 m (15 feet) vị trí quả bom đầu tiên. Lửa sinh ra từ đó đã làm nổ tung số đạn pháo của khẩu pháo 127 mm (5 inch) gần đó làm chết 35 người và bùng lên một đám cháy lớn. Khoảng 9 phút sau, lúc 16 giờ 46 phút, quả bom thứ ba và cũng là cuối cùng đánh trúng Enterprise ở đường băng phía trước nơi hai quả bom đầu. Quả bom này nổ ngay khi chạm mục tiêu, tạo ra một lỗ sâu 3 m (10 ft) trên sàn tàu, nhưng không phát sinh thêm thiệt hại.

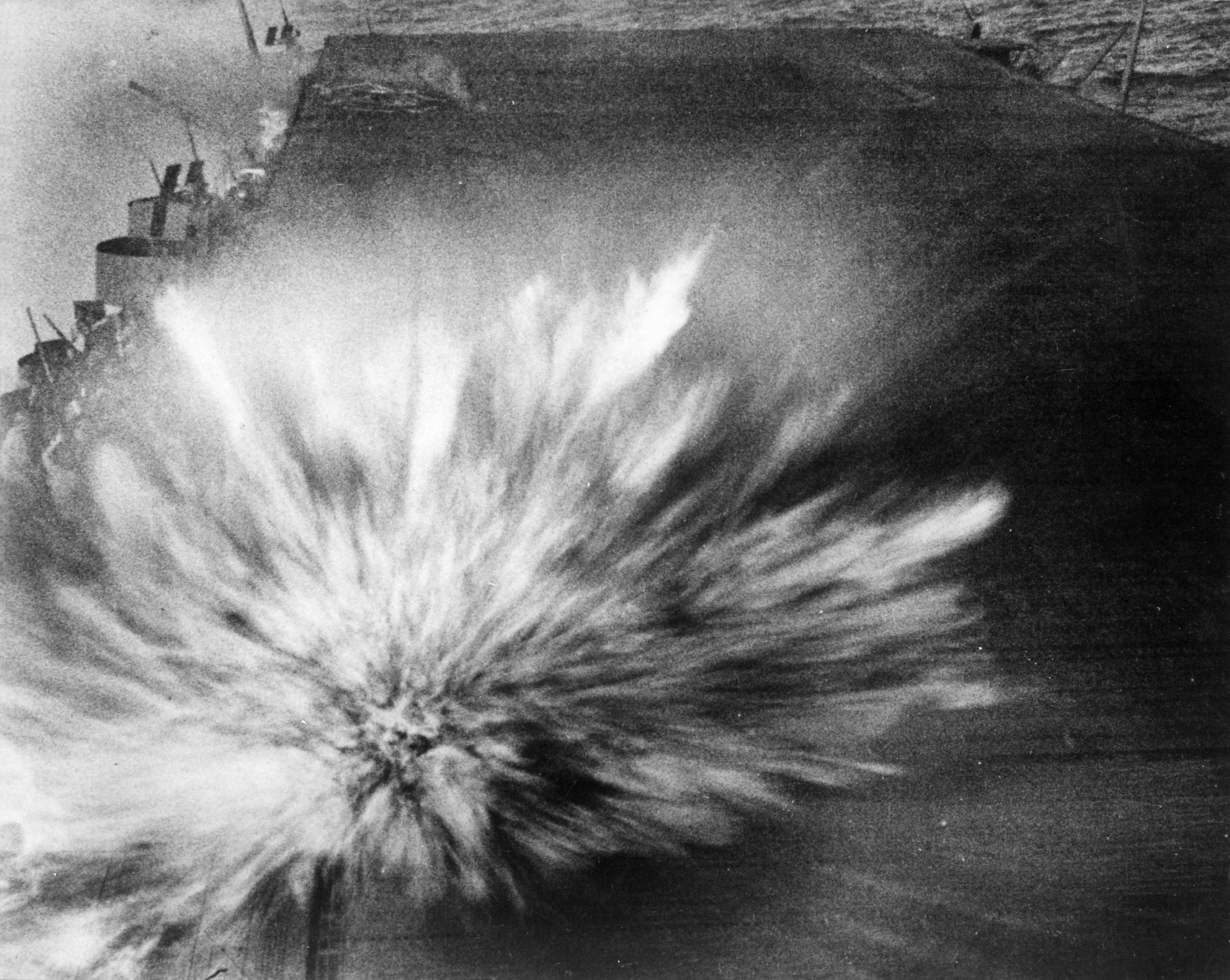
Quả bom thứ ba và là cuối cùng rơi trúng chiếc Enterprise gây thiệt hại nhẹ do phi công Kazumi Horie thả xuống, người cũng đã chết trong cuộc tấn công này. Khói từ hai quả bom đầu tiên có thể thấy ở trên cao bên trái hình.

 Bốn chiếc Val khác từ bên phía Enterprise lao sang tấn công thiết giáp hạm North Carolina nhưng tất cả bom đều trượt mục tiêu và cả bốn chiếc này đều bị hỏa lực phòng không hoặc chiến đấu cơ Mỹ bắn hạ. Cuộc tấn công kết thúc vào lúc 16 giờ 48 phút và các máy bay Nhật còn sống sót tập hợp lại thành từng nhóm nhỏ rồi bay trở về tàu.
Cả hai phía đều đã nghĩ về thiệt hại mình gây ra cho đối phương cao hơn thực tế. Phía Mỹ khẳng định là đã bắn rơi 70 máy bay Nhật nhưng thực tế chỉ có 42 máy bay Nhật tham gia vào cuộc tấn công. Số máy bay Nhật bị bắn hạ là 25 chiếc, trong đó hầu hết các phi hành đoàn đã không được tìm kiếm và cứu vớt. Còn phía Nhật tin rằng họ đã gây thiệt hại nặng cho hai hàng không mẫu hạm Mỹ, nhưng thực tế chỉ có một. Người Mỹ mất 6 máy bay sau cuộc tấn công với hầu hết các phi hành đoàn được cứu.
Mặc dù Enterprise bị hư hại nặng và có các đám cháy trên tàu nhưng các nhóm sửa chữa tàu đã thực hiện những biện pháp cần thiết để các máy bay có thể hạ cánh được vào lúc 17 giờ 46 phút, chỉ một giờ sau khi cuộc tấn công kết thúc. Lúc 18 giờ 5 phút, các máy bay của Saratoga trở về sau khi đánh chìm Ryūjō và hạ cánh mà không gặp bất kì tai nạn gì. Tốp tấn công thứ hai của các máy bay Nhật tiến gần đến các mẫu hạm Mỹ vào lúc 18 giờ 15 nhưng không phát hiện được mục tiêu vì sự cố trong việc truyền tin và buộc phải trở về mặc dù không tấn công được các chiến hạm Mỹ. 5 máy bay đã bị mất trong cuộc tấn công bất thành này vì lý do kĩ thuật. Hầu hết các máy bay phóng từ mẫu hạm Mỹ ngay trước cuộc tấn công thứ nhất của các máy bay Nhật cũng thất bại trong việc tìm thấy mục tiêu. Tuy nhiên, 5 chiếc TBF Avenger của Saratoga đã trông thấy đoàn chiến hạm của Kondo và lao vào tấn công chiếc tàu chở thủy phi cơ Chitose, làm hư hại nặng chiếc tàu không có vỏ giáp bảo vệ này.[m] Khi trời chạng vạng tối, các máy bay Mỹ đều đã hạ cánh xuống sân bay Henderson hoặc trở về các mẫu hạm. Các chiến hạm Mỹ lùi về phía nam để tránh sự tiếp cận của các chiến hạm Nhật. Trên thực tế, lực lượng của Abe và Kondo đã cố gắng tiến về phía nam truy đuổi lực lượng đặc nhiệm hàng không mẫu hạm Hoa Kỳ nhưng cuối cùng đã phải quay lại vào lúc nửa đêm sau khi không tìm thấy mục tiêu. Lực lượng đột kích của Nagmo thiệt hại nặng về máy bay cộng với nhiêu liệu sắp cạn cũng rút lui về phía bắc.

### Diễn biến ngày 25 tháng 8
Tin rằng hai hàng không mẫu hạm Hoa Kỳ đã bị loại khỏi vòng chiến với thiệt hại nặng, đoàn chuyển vận của Tanaka đã lần nữa tiến về Guadalcanal vào lúc 8 giờ sáng ngày 25 tháng 8 với quãng đường đi là 240 km (150 dặm). Đoàn chuyển vận của Tanaka còn có thêm 5 khu trục hạm đêm qua vừa pháo kích làm thiệt hại nhẹ sân bay Henderson gia nhập vào.[n] Lúc 8 giờ 5 phút, 18 máy bay Mỹ cất cánh từ sân bay Henderson đã tấn công đoàn tàu của Tanaka, làm soái hạm Jintsu bị hư hại nặng, giết chết 24 thủy thủ và làm Tanaka bất tỉnh. Chiếc tàu chở quân Kinryu Maru cũng bị đánh chìm. Khi khu trục hạm Mutsuki chạy đến tiếp cứu thủy thủ đoàn và quân lính của Kinryu Maru, nó bị 4 máy bay ném bom B-17 xuất phát từ Espiritu Santo tấn công. 5 quả bom rơi xuống và đánh chìm ngay lập tức chiếc khu trục hạm này. Đô đốc Tanaka bị choáng nhưng không bị thương tích và đã được chuyển sang chiếc khu trục hạm Kagerō; chiếc Jintsu quay về Truk và đoàn tàu buộc phải chuyển hướng sang căn cứ của quân Nhật trên đảo Shortland phía Bắc quần đảo Solomon.[o]
Cả hai phía Nhật Bản và Hoa Kỳ đều quyết định rút lui toàn bộ số chiến hạm của mình khỏi khu vực và trận đánh phía đông quần đảo Solomon đến đây cũng kết thúc. Các lực lượng hải quân Nhật Bản còn nán lại phía bắc quần đảo này, ngoài tầm hoạt động các máy bay của sân bay Henderson, trước khi quay trở về Truk ngày 5 tháng 9.

## Kết quả

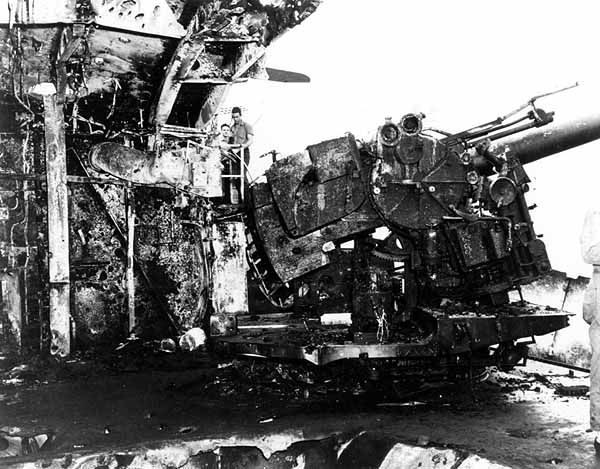
Ảnh chụp một khẩu đội pháo 127 mm (5 inch) trên chiếc Enterprise sau trận đánh

Trận đánh này là một chiến thắng cả về chiến thuật lẫn chiến lược của phía Hoa Kỳ vì Nhật Bản mất nhiều chiến hạm, máy bay và phi hành đoàn hơn; cũng như nỗ lực tăng quân cho chiến trường Guadalcanal của người Nhật cũng bị đình chỉ. Tổng kết ý nghĩa trận đánh này, sử gia Richard B. Frank viết:
| “ | Trận chiến Đông Solomon là một thắng lợi không thể bàn cãi của người Mỹ, nhưng nó đã không đem đến một kết quả lâu dài, ngoại trừ việc làm suy yếu thêm lực lượng phi hành đoàn trên các tàu sân bay Nhật. Lực lượng quân Nhật tăng viện cho Guadalcanal bị hoãn lại đã sớm quay lại đấy bằng cách khác. | ” |

Nhờ có radar và rút được kinh nghiệm từ những trận đánh trước, người Mỹ đã bảo vệ các chiến hạm của mình một cách khôn khéo chống lại tinh thần cảm tử của các phi công Nhật. Không lực Mỹ chỉ mất có 7 phi hành đoàn trong suốt trận đánh. Trong khi đó, Nhật mất đến 61 phi hành đoàn có kinh nghiệm và rất khó để có thể thay thế được những con người này vì người Nhật gặp nhiều hạn chế trong huấn luyện phi công và thiếu vắng những huấn luyện viên có kinh nghiệm. Quân lính thuộc đoàn chuyển vận của Tanaka đã được vận chuyển bằng các khu trục hạm từ quần đảo Shortland đến Guadalcanal thành từng chuyến mà không có vũ khí hạng nặng đi kèm, bắt đầu từ ngày 29 tháng 8, 1942.[p]
Tầm quan trọng về chiến lược của sân bay Henderson đã được thể hiện khi trong một nhiệm vụ chuyển vận, khu trục hạm Asagiri đã bị đánh chìm và 2 khu trục hạm khác bị hư hại nặng bởi các máy bay từ sân bay Henderson tại "The Slot", cách Guadalcanal 130 km (70 dặm) về hướng bắc. Trận đánh này cũng đưa đến hai tháng diễn biến bế tắc cho chiến dịch giành giật quần đảo Guadalcanal của hai phe; và bị ngắt quãng bởi trận đánh đồi Edson ngày 13 tháng 9 và Trận chiến mũi Esperance đầu tháng 10.
Enterprise được đưa đến Trân Châu cảng để sửa chữa, và việc tu sửa hoàn thành vào ngày 15 tháng 10, 1942. Chiếc tàu này trở lại Nam Thái Bình Dương vào ngày 24 tháng 10, đúng lúc trận chiến quần đảo Santa Cruz nổ ra, và một lần nữa nó lại có dịp đối đầu với hai hàng không mẫu hạm Nhật Shōkaku và Zuikaku.

### Trích dẫn
1. ↑  Richard B. Frank 1990, tr. 166-174
2. ↑  Richard B. Frank 1990, tr. 166-174 (171 máy bay) và John B. Lundstrom & 2005 (Tái bản), tr. 106 (177 máy bay)
3. ↑  Richard B. Frank 1990, tr. 191-192
4. ↑  Richard B. Frank 1990, tr. 191-193 và Mark R. Peattie 1999, tr. 180, 339
5. ↑  Frank O. Hough, tr. 235–236
6. ↑  Lê Vinh Quốc & Huỳnh Văn Tòng 1991, tr. 190
7. ↑  Eric Hammel 1999, tr. 150
8. ↑  Eric Hammel 1999, tr. 41-42
9. ↑  Eric Hammel 1999, tr. 43-99
10. ↑  John B. Lundstrom & 2005 (Tái bản), tr. 89 và Eric Hammel 1999, tr. 106
11. 1 2  Eric Hammel 1999, tr. 111-129
12. ↑  Lê Vinh Quốc & Huỳnh Văn Tòng 1991, tr. 192
13. ↑  Eric Hammel 1999, tr. 121
14. ↑  David C. Evans & 1986 (In lần 2), tr. 161-162, 169 và Michael T. Smith 2000, tr. 33-34
15. ↑  Richard B. Frank 1990, tr. 159 và David C. Evans & 1986 (In lần 2), tr. 160-162
16. ↑  Eric Hammel 1999, tr. 122
17. ↑  Jack D. Coombe 1991, tr. 55 và Eric Hammel 1999, tr. 148
18. ↑  Richard B. Frank 1990, tr. 167-172
19. ↑  Eric Hammel 1999, tr. 123
20. ↑  Richard B. Frank 1990, tr. 160
21. ↑  Eric Hammel 1999, tr. 124-125, 157
22. ↑  Eric Hammel 1999, tr. 147
23. ↑  Eric Hammel 1999, tr. 154-156
24. ↑  Eric Hammel 1999, tr. 158
25. 1 2 3 4  David C. Evans & 1986 (In lần 2), tr. 165-166, John B. Lundstrom & 2005 (Tái bản), tr. 103, Richard B. Frank 1990, tr. 161-165 và Eric Hammel 1999, tr. 160-167
26. ↑  Cơ quan Tình báo Hải quân Hoa Kỳ (ONI) (1943). Trận chiến Đông Solomon, 23–25 tháng 8 năm 1942 (bằng tiếng Anh). tr. tr.47. Truy cập ngày 10 tháng 11 năm 2010. {{Chú thích sách}}: Đã định rõ hơn một tham số trong |ngày truy cập= và |access-date= (trợ giúp)-- Chi tiết không chính xác lắm do được viết trong thời kỳ chiến tranh.
27. ↑  Eric Hammel 1999, tr. 168
28. 1 2  John B. Lundstrom & 2005 (Tái bản), tr. 102 và Jack D. Coombe 1991, tr. 67
29. ↑  Tameichi Hara 1961, tr. 107-115
30. 1 2  Richard B. Frank 1990, tr. 176
31. ↑  Eric Hammel 1999, tr. 168-175
32. ↑  Richard B. Frank 1990, tr. 182
33. ↑  Eric Hammel 1999, tr. 175-184
34. ↑  John B. Lundstrom & 2005 (Tái bản), tr. 116 và Eric Hammel 1999, tr. 175, 186-187, 192-193
35. ↑  John B. Lundstrom & 2005 (Tái bản), tr. 119 và Eric Hammel 1999, tr. 188-191
36. ↑  John B. Lundstrom & 2005 (Tái bản), tr. 123 và Eric Hammel 1999, tr. 202-208
37. ↑  John B. Lundstrom & 2005 (Tái bản), tr. 209-225
38. ↑  Eric Hammel 1999, tr. 226-232, 240-245 và John B. Lundstrom & 2005 (Tái bản), tr. 127
39. ↑  Eric Hammel 1999, tr. 226-232, 233-235
40. 1 2  John B. Lundstrom & 2005 (Tái bản), tr. 137
41. ↑  Eric Hammel 1999, tr. 240-262
42. ↑  Eric Hammel 1999, tr. 278-279
43. 1 2 3  Richard B. Frank 1990, tr. 183
44. ↑  Eric Hammel 1999, tr. 266-276 và John B. Lundstrom & 2005 (Tái bản), tr. 137
45. ↑  Eric Hammel 1999, tr. 295
46. ↑  Richard B. Frank 1990, tr. 185
47. ↑  Eric Hammel 1999, tr. 300-305
48. ↑  John B. Lundstrom & 2005 (Tái bản), tr. 157 và Eric Hammel 1999, tr. 310-311
49. ↑  Richard B. Frank 1990, tr. 187-188
50. ↑  Eric Hammel 1999, tr. 318-319
51. ↑  Richard B. Frank 1990, tr. 187 và Eric Hammel 1999, tr. 320
52. 1 2  David C. Evans & 1986 (In lần 2), tr. 167
53. ↑  Eric Hammel 1999, tr. 324
54. ↑  David C. Evans & 1986 (In lần 2), tr. 168-169, Jack D. Coombe 1991, tr. 58-59, Eric Hammel 1999, tr. 326-327
55. ↑  Tameichi Hara 1961, tr. 119
56. ↑  Tameichi Hara 1961, tr. 114-115
57. ↑  Richard B. Frank 1990, tr. 193
58. ↑  Lê Vinh Quốc & Huỳnh Văn Tòng 1991, tr. 193
59. ↑  Richard B. Frank 1990, tr. 191-193
60. 1 2  Tameichi Hara 1961, tr. 118-119, Richard B. Frank 1990, tr. 201-203 và Mark R. Peattie 1999, tr. 180, 339
61. ↑  David C. Evans & 1986 (In lần 2), tr. 171 và Richard B. Frank 1990, tr. 199-200
62. ↑  Richard B. Frank 1990, tr. 191
63. ↑  Richard B. Frank 1990, tr. 370-371
64. 1 2  Parshall. "Imperial Cruisers" (bằng tiếng Anh). Combinedfleet.com. Truy cập ngày 13 tháng 4 năm 2010.
65. ↑  John B. Lundstrom & 2005 (Tái bản), tr. 96, 99
66. ↑  David C. Evans & 1986 (In lần 2), tr. 165, Richard B. Frank 1990, tr. 163-166 và Jack D. Coombe 1991, tr. 56, 57
67. ↑  Richard B. Frank 1990, tr. 177
68. ↑  Mark Horan. "Trận chiến Đông Solomon, 23–25 tháng 8 năm 1942". Những đơn vị tham gia trận đánh. Truy cập ngày 27 tháng 10 năm 2008.
69. ↑  Bob Hackett & Sander Kingsepp. "Imperial Japanese Navy page". IJN Seaplane Tender CHITOSE: Tabular Record of Movement (bằng tiếng Anh). Truy cập ngày 16 tháng 4 năm 2010.